# フランク・ブルーノ
フランク・ブルーノ（Frank Bruno、1961年11月16日 - ）は、イギリス（イングランド）の男性プロボクサー。本名はフランクリン・ロイ・ブルーノ（Franklin Roy Bruno）。元WBC世界ヘビー級王者。

## 来歴
1982年3月17日、プロデビュー。
1984年5月13日、後にWBA世界ヘビー級王者となったジェームス・スミス（アメリカ合衆国）と対戦し、10回KO負けでキャリア初黒星を喫した。
1985年10月1日、EBUヨーロッパヘビー級王座を獲得。
1986年3月4日、元WBA世界ヘビー級王者ゲリー・コーツィー（南アフリカ7）と対戦し、1回TKO勝ち。
1986年7月19日、WBA世界ヘビー級王者ティム・ウィザスプーン（アメリカ）に挑戦し、11回TKO負けで王座獲得ならず。
1988年2月25日、WBA・WBC・IBF世界ヘビー級統一王者マイク・タイソン（アメリカ）に挑戦し、5回TKO負けで王座獲得ならず。
タイソン後、3年9か月のブランクを作るが、1991年11月20日、ブルーノは復帰した。
1993年10月1日、WBC世界ヘビー級王者レノックス・ルイス（イングランド）に挑戦し、7回TKO負けで王座獲得ならず。
1995年9月2日、WBC世界ヘビー級王者オリバー・マッコール（アメリカ）に挑戦し、3-0の判定勝ち。4度目の挑戦で念願の王座獲得に成功した。
1996年3月16日、マイク・タイソンと7年ぶりに再戦し、3回TKO負けで王座から陥落。目を負傷し一生目が見えなくなる可能性を勧告されたことで、この試合を最後に引退した。
2003年9月22日、妻との離婚や元トレーナーの自殺などで心労が重なり、ブルーノに鬱のような症状が見られるようになったことから、医師と警官が自宅を訪れブルーノを精神病院へ収容する。その後双極性障害と診断される。
2005年10月9日、ブルーノは2000年からコカインを使い始めていたことを告白、コカインが原因となり双極性障害を患ってしまった可能性があると話す。

## 獲得タイトル
- WBC世界ヘビー級王座（防衛0）